# 北京第二实验小学白云路分校
北京第二实验小学白云路分校，原名白云路小学、复兴路小学，是一所位于北京市西城区白云路的公立小学。学校创办于1960年7月，创建时名为复兴路小学，1989年改名为白云路小学。2014年，北京市西城区政府将白云路小学并入北京第二实验小学，学校改名为北京第二实验小学白云路分校。

## 操场风波

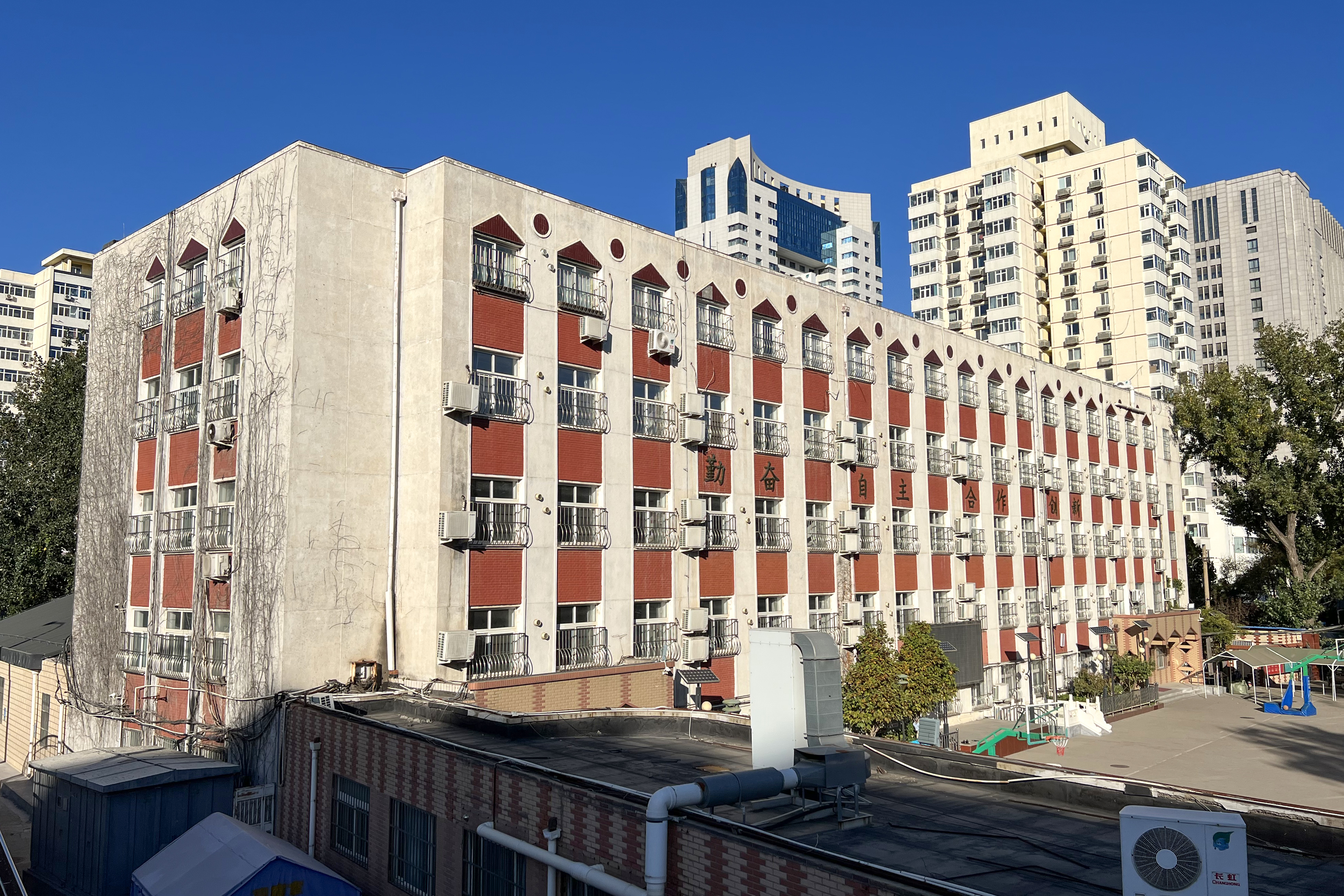
教学楼南侧即本校操场，目前已无塑胶跑道痕迹

2016年春季学期开始后，白云路分校部分学生出现头晕、恶心、流鼻血、眼睛红肿等症状。5月底学校开家长会时，有家长注意到学校新翻修的操场散发刺鼻气味，怀疑学生生病与操场有关。根据家长发起的调查，参与调查的278名学生中有239人出现以上症状，进行血常规和凝血功能检查的88名学生中有56人查出血小板、凝血酶原、白血球、淋巴细胞数异常。6月初，学校操场停用，学生停课。北京市西城区教委随后介入调查，西城区教委公布的检测结果是操场符合国家标准，仅有一间教室甲醛超标。西城区教委称，虽然操场符合标准，但仍将拆除操场。6月17日至19日，白云路小学拆除了操场，20日恢复上课。然而，家长委托的一家公司在6月22日公布了检测结果，塑胶跑道有两项指标超标，采样的16间教室全部存在甲醛超标问题。
2016年8月，涉事操场已改铺灰色透水砖。